# Experience (The Prodigy)
The Prodigy Experience of Experience is het eerste album van de Britse breakbeat-ravegroep The Prodigy. Het album kwam uit op 28 september 1992 op het label XL Recordings. Het album bereikte positie 12 in de Britse albumhitlijst en bereikte nummer 20 in de Nederlandse Album Top 100.
Op 19 juni 2001 kwam een uitgebreide versie van het album uit in de VS met extra cd met remixen en b-sides.

## Nummers
1. "Jericho" - 3:42
2. "Music Reach 1/2/3/4" - 4:12
3. "Wind It Up" - 4:33
4. "Your Love" (remix) - 5:30
5. "Hyperspeed" (G-Force Part 2) - 5:16
6. "Charly" (Trip into Drum and Bass versie) - 5:12
7. "Out of Space" - 4:57
8. "Everybody in the Place" - 4:10
9. "Weather Experience" - 8:06
10. "Fire" (Sunrise versie) - 4:57
11. "Ruff in the Jungle Bizness" - 5:10
12. "Death of the Prodigy Dancers" (live) - 3:43